# Painting on the Wall
"Painting on the Wall" сингл німецького павер-метал гурту Edguy до альбому Mandrake.

## Список композицій
1. "Painting on the Wall" (Edit Version)
2. "Golden Dawn"
3. "Wings of a Dream" (версія 2001 року)
4. "Painting on the Wall" (альбомна версія)

## Учасники
- Тобіас Саммет - вокал
- Тобіас 'Еггі' Ексель - бас-гітара
- Йенс Людвіг - соло-гітара
- Дірк Зауер - ритм-гітара
- Фелікс Бонке - ударні

## Інформація
- Четвертий трек містив у собі уривок пісні "La Marche des Gendarmes / Douliou-Douliou Saint-Tropez" в кінці.